# Tipula phaidra
Tipula phaidra är en tvåvingeart som beskrevs av Mannheims 1965. Tipula phaidra ingår i släktet Tipula och familjen storharkrankar. Inga underarter finns listade i Catalogue of Life.